# Петровка (Бухар-Жирауський район)
Петро́вка (каз. Петровка) — село у складі Бухар-Жирауського району Карагандинської області Казахстану. Адміністративний центр Петровського сільського округу.
Населення — 2017 осіб (2021; 1931 у 2009, 2200 у 1999, 2917 у 1989).
Національний склад станом на 1989 рік:
- росіяни — 41 %;
- німці — 27 %.